# غود إيتر بورست
غود إيتر بورست (بالإنجليزية: Gods Eater Burst)‏ هي لعبة فيديو أكشن تم إنتاجها في سنة 2011 لأجهزة بلاي ستيشن بورتبل تم تطويرها قبل شركة بانداي نامكو إنترتينمنت ونشرها من قبل شركة دي 3 بابليشر.